# Nume de cod
Numele de cod este un cuvânt, un nume, o expresie folosit(ă) pentru a denumi, a se referi în secret (clandestin) la alt nume, alt cuvânt sau altă expresie. Spre deosebire de pseudonime, care sunt tot nume clandestine, dar alese chiar de cei în cauză pentru a-și ascunde numele real, numele de cod sunt date de regulă de alte persoane și pot acoperi nu numai nume ci și acțiuni, locuri, date, etc. Un nume de cod mai poarta denumirea de criptonim, care înseamnă nume ascuns. Numele de cod sunt frecvent utilizate în domeniul militar și în activitățile de spionaj, pentru a se asigura păstrarea secretelor în aceste domenii. În aceste cazuri, accesul spre listele cu coresponentele reale ale numelor de cod este extrem de dificil structurat și făcut posibil doar unui cerc restrâns de persoane.

## Exemple de nume de cod istorice
- "Barbarossa": 1941, Planul de atac contra Uniunii Sovietice pregătitt și săvârșit de Germania Nazistă.
- "D-day", ("Ziua-D"): Data de 6 iunie 1944, ziua debarcării aliate în Normandia.
- "Operațiunea Overlord": Pregătirea invaziei (debarcării) aliate din 1944.
- "Neptune": 1944, Debarcarea propriu zisă a forțelor aliate în Normandia ocupată de forțele naziste.
- "Operațiunea furtuna deșertului": 1991, Eliberarea Kuweitului și prima invazie americană în Irak.